# Медали летних Олимпийских игр 2008

Медали летних Олимпийских игр 2008 — отличительные награды за коллективные или индивидуальные спортивные достижения участников Игр XXIX Олимпиады, проходившие в Пекине, Китай.

## История

### Производство
Золото в Китае подорожало более чем вдвое с момента проведения прошлой Олимпиады в Афинах, поэтому стране производство медалей обошлось в миллионы долларов. А так как в стране физическое или юридическое лицо не может выпустить более 10 медалей в сутки, то изготовление медалей для игр началось с октября 2007 года. Изготовлением всех медалей Олимпийских игр в Пекине занималась крупнейшая в мире горнодобывающая компания BHP Billiton Ltd (China Banknote Printing and Minting Corporation). По окончании работ она передала организаторам Олимпийских и Параолимпийских игр в Пекине 6 тыс. наград, из них 2 тыс. золотых медалей. Само золото добывалось на чилийском месторождении Escondida. Бронза также добывалась в чилийском руднике Spence, а вот серебро взято в Австралии, которое произведено на предприятии компании Cannington в Квинсленде.
27 марта 2007 г. на 500-й день до начала Олимпийских игр, миру были впервые продемонстрированы медали победителей Игр.
Компания BHP использовала 1,34 тонны серебра, 830 кг меди (для бронзовых медалей), чтобы отлить золотые, серебряные и бронзовые медали. Помимо призовых медалей было также произведено 51 тыс. медалей на память об участии в Олимпийских играх, на что было израсходовано 6,1 тонны меди. BHP Billiton пришлось отливать все медали в Китае.

### Дизайн
В январе 2006 года Оргкомитет Олимпиады-2008 объявил конкурс на дизайн олимпийских медалей. Были задействованы 11 профессиональных организаций, в том числе Ассоциация печатников и чеканщиков и Центральная академия изобразительных искусств Китая. Среди 265 вариантов дизайна наград Международным олимпийским комитетом был отобран один проект, он принадлежал Ван Ипэну — специалисту в области промышленного дизайна, профессору Китайской академии изобразительных искусств.

«Когда я думал о дизайне медалей, то хотел, чтобы они отражали пять тысяч лет китайской истории и культуры и одновременно соответствовали олимпийской тематике. Решил, что в них обязательно должен присутствовать нефрит — это традиционный и очень важный для нас, китайцев, камень».
— рассказывал автор работ после окончания игр в Пекине.

Оборотная сторона медалей Игр

В Китае нефрит считается не только материальной ценностью, но и имеет важное духовное значение. Конфуций говорил о хорошем человеке: «Его мораль чиста, как нефрит». Но такой формы, какой использовали в олимпийских медалях, камень в Китайской культуре применялся в ритуальных целях, и считался знаком благодарности Небу. Камень имел форму круга, кольца.

«Я решил использовать три вида камня. В золотой медали — это будет самый драгоценный белый нефрит, немного прозрачный, когда-то носить его мог только император. В серебряной — камень светло-зеленого, а в бронзовой — темно-зеленого оттенка. Чем светлее нефрит, тем он дороже. Мы используем только полупрозрачные оттенки камня, это символизирует китайскую культуру — нежную, тонкую и построенную на полутонах».
— повествовал Ван о идее добавить камень
На оборотной стороне любой медали Олимпийских игр в Пекине выгравирована эмблема игр 2008 года и чуть ниже — олимпийские кольца, на лицевой изображена богиня победы, стоящая на греческой арене Панатинаикос в окружении трибун, который был перестроен специально для первых в новейшей истории игр в 1896 году. На дальнем плане видны очертания Великой Китайской стены. Надпись гласит: «XXIX OLYMPIAD BEIJING 2008».

## Золотая медаль
- Вес медали — 152 г.
- Диаметр — 70 мм
- Толщина — 6 мм
- Состав: серебро, позолоченное покрытие (6 грамм золота)

Золотая медаль на летних Олимпийских играх была, как и прежде, почти вся из серебра, но содержала 6 грамм золота, а именно 0,19 унции. По подсчетам MarketWatch, из учета данных цен драгоценных металлов на биржах, номинальная стоимость одной золотой медали составляла чуть больше $216.
Впервые награда содержала, помимо серебра и золота, в себе нефрит — полудрагоценный самоцвет. В реверс медалей было решено вставить нефритовое кольцо. Это первые в истории олимпийские медали в которых используется кроме металла ещё и камень. Нефрит не используется на биржах, поэтому оценить его стоимость было сложнее, чем оставшихся металлов: стоимость золота на биржах, в момент создания медали, была около $806 за унцию, а серебра — $13,3 за унцию.

## Серебряная медаль
- Вес медали — 200 г.
- Диаметр — 70 мм
- Толщина — 6 мм
- Состав: серебро

К концу 2008 года на аукционе eBay была выставлена серебряная медаль по стартовой цене $8 тыс.

## Бронзовая медаль
- Вес медали — 200 г.
- Диаметр — 70 мм
- Толщина — 6 мм
- Состав: бронза

## Памятные медали
- Материал — бронза
- Диаметр — 55 мм

Помимо выпущенных 51 тысячи памятных медалей из бронзы в 2008 году, также по случаю 7-й годовщины успеха заявки на проведение Игр-2008, оргкомитет пекинской Олимпиады выпустил серию официальных олимпийских товаров: памятные медали с изображением олимпийских талисманов, эмблем и олимпийских факелов всех предыдущих летних Олимпийских игр. Выпущено 10 медалей олимпийских талисманов, 20 медалей олимпийских эмблем, 10 медалей с изображением факелов олимпийского огня. Выпуск данной серии осуществлен ограниченным тиражом 30 000 экземпляров, передает агентство «Синьхуа». К медалям были изготовлены специальные футляры в красном бархате.